# Saint-Maur-des-Fossés
Saint-Maur-des-Fossés je město v jihovýchodní části metropolitní oblasti Paříže ve Francii v departmentu Val-de-Marne a regionu Île-de-France. Od centra Paříže je vzdálené 11,7 km.

## Geografie
Sousední obce: Joinville-le-Pont, Champigny-sur-Marne, Chennevières-sur-Marne, Sucy-en-Brie, Bonneuil-sur-Marne, Créteil a Maison-Alfort.

## Vývoj počtu obyvatel
Počet obyvatel

## Osobnosti města
- Germaine Tailleferre (1892 – 1983), francouzská skladatelka
- Manu Katché (* 1958), francouzský jazzový a rockový bubeník a perkusionista
- Vanessa Paradis (* 1972), francouzská zpěvačka a herečka

## Partnerská města
- Hameln, Německo, 1968
- La Louvière, Belgie, 1966
- Pforzheim, Německo, 1989
- Rimini, Itálie, 1967